# Reducere Bouveault-Blanc
Reducerea Bouveault-Blanc este o reacție organică în urma căreia un ester este redus la doi alcooli primari, utilizând etanol și sodiu metalic. Metoda a fost dezvoltată de către Louis Bouveault și Gustave Louis Blanc și a fost raportată pentru prima dată în anul 1903. Bouveault și Blanc au demonstrat reducerea oleatului de etil și a oleatului de n-butil la alcool oleic și etanol, respectiv 1-butanol, iar versiunile modificate ale reacției au fost publicate în Organic Syntheses.

## Mecanism de reacție
Sodiul metalic este un agent reducător care transferă electroni. Patru atomi de sodiu sunt necesari pentru a reduce o moleculă de ester la cei doi alcooli primari, iar etanolul este sursa de protoni, iar ecuația reacției se poate scrie astfel:
R
1COOR
2   +   4 Na   +   4 CH
3CH
2OH   →   R
1CH
2OH   +   R
2OH   +   4 CH
3CH
2ONa
Mecanismul de reacție este următorul: